# Vladimir Konjevod
Vladimir (Vlatko) Konjevod (Sarajevo, 1923. – 4. prosinca 2005.), hrvatski nogometaš i nogometni trener iz Bosne i Hercegovine.
Bio je vrsni strijelac i izvrstan dribler. Igrao je na mjestu desne spojke. U dugoj igračkoj karijeri u više od tisuću utakmica koje je odigrao postigao je više od 400 pogodaka.
Igrao je za sarajevski SAŠK, osječko Jedinstvo, sarajevski Željezničar, Sarajevo, travnički Borac, živinički Slaven i modrički Napredak.
Trenirao je travnički Borac, živinički Slaven, modrički Napredak, zenički NK Čelik Zenica, Igman iz Ilidže, sarajevski Željezničar, zagrebački Dinamo, K. Beringen F.C., ljubljansku Olimpiju i Jedinstvo iz Brčkog.
Dok je bio trener travničkog bratstva, stručnjački je ukomponirao talent mladog 15-godišnjeg igrača Miroslava Blaževića koji je ušao u prvu momčad. Pod Konjevodovim vodstvom igračku afirmaciju stekli su Ivica Osim i Drago Smajlović.

## Trofeji
S Dinamom je kao trener osvojio Kup maršala Tita 1964./65., no zbog lošijeg rezultata u prvenstvu te je godine bio smijenjen. Nakon Konjevoda u Dinama nije došao strani trener pune 34 godine. U Belgiji je dobio najveće trenersko priznanje, trener gentleman.

## Vanjske poveznice
- (eng.)worldfootball.net